# Bembina
Bembina (in greco antico: Βέμβινα?) era una località dell'antica Grecia ubicata in Argolide.

## Storia
Strabone dice che era un piccolo villaggio che si trovava tra Cleona e Fliunte vicino a Nemea. Secondo la mitologia greca, era stato uno dei luoghi  colpiti dal leone di Nemea.
Non è noto il luogo esatto in cui si trovava.